# Oxira lucifera
Oxira lucifera är en fjärilsart som beskrevs av Eugen Johann Christoph Esper 1789. Oxira lucifera ingår i släktet Oxira och familjen nattflyn. Inga underarter finns listade i Catalogue of Life.